# Zhang Xiu
Dans ce nom chinois, le nom de famille, Zhang, précède le nom personnel.
Pour les articles homonymes, voir Zhang.
 (septembre 2009).
Si vous disposez d'ouvrages ou d'articles de référence ou si vous connaissez des sites web de qualité traitant du thème abordé ici, merci de compléter l'article en donnant les références utiles à sa vérifiabilité et en les liant à la section « Notes et références ».
Zhang Xiu (? - Septembre 207) (en chinois traditionnel : 張繡, simplifié : 张绣, pinyin : Zhāng Xiù, EFEO : Tchang Siou) était un seigneur de guerre chinois de la fin de la dynastie des Han orientaux. Il est connu pour s'être soulevé en 197 contre Cao Cao et avoir été responsable lors d'une attaque surprise de la mort du fils aîné de ce dernier, Cao Ang, son neveu Cao Anmin, et son garde du corps, Dian Wei. Vers 199, sur les conseils de Jia Xu, il fait sa soumission à Cao Cao, qui lui pardonne et le prend sous ses ordres. Il meurt en 207 tandis qu'il se rend à Liucheng pour affronter les Wuhan. Son personnage est immortalisé dans le roman épique l’Histoire des Trois Royaumes.
Zhang Xiu est un neveu de Zhang Ji et de Zoushi ; il est fou de rage après la mort de son oncle et décide de tuer Liu Biao, son assassin. Mais celui-ci lui propose une forte somme d'argent et le grade de Haut-Commandant. Séduit, Zhang Xiu le rejoint et l’aide à combattre ses nombreux ennemis.
À la suite d'un stratagème de Guo Jia, il croit avoir reçu l’administration de plusieurs terres des Wei et décide alors d’abandonner Liu Biao. Cependant, lorsqu’il rencontre Cao Cao, il comprend le subterfuge, mais Guo Jia kidnappe Zhou Ji et l’oblige à les rejoindre. Alors que Zhang Xiu ne pense qu’à s'émanciper de la gouverne de Cao Cao, il trouve un bon prétexte pour le faire lorsque le dirigeant du Wei tente d'épouser sa tante, Zoushi.
Guerroyant pour son compte quelque temps, il revient sous les ordres de Cao Cao après avoir été conseillé par Jia Xu. Lors de l'expédition du nord de Cao Cao, il tombe malade et meurt.